# Gynoplistia clarki
Gynoplistia clarki är en tvåvingeart som beskrevs av Alexander 1930. Gynoplistia clarki ingår i släktet Gynoplistia och familjen småharkrankar. Inga underarter finns listade i Catalogue of Life.